# Phương quốc
Phương quốc (tiếng Trung: 方國) là hình thái quốc gia bán khai theo thế giới quan Trung Hoa cổ đại, nay thường được học giới đồng hóa vào khái niệm thành bang nhưng có tính chất vẫn rộng hơn thành bang, mà nội hàm văn hiến phức tạp tới nay còn chưa được giải nghĩa hết.

## Lịch sử

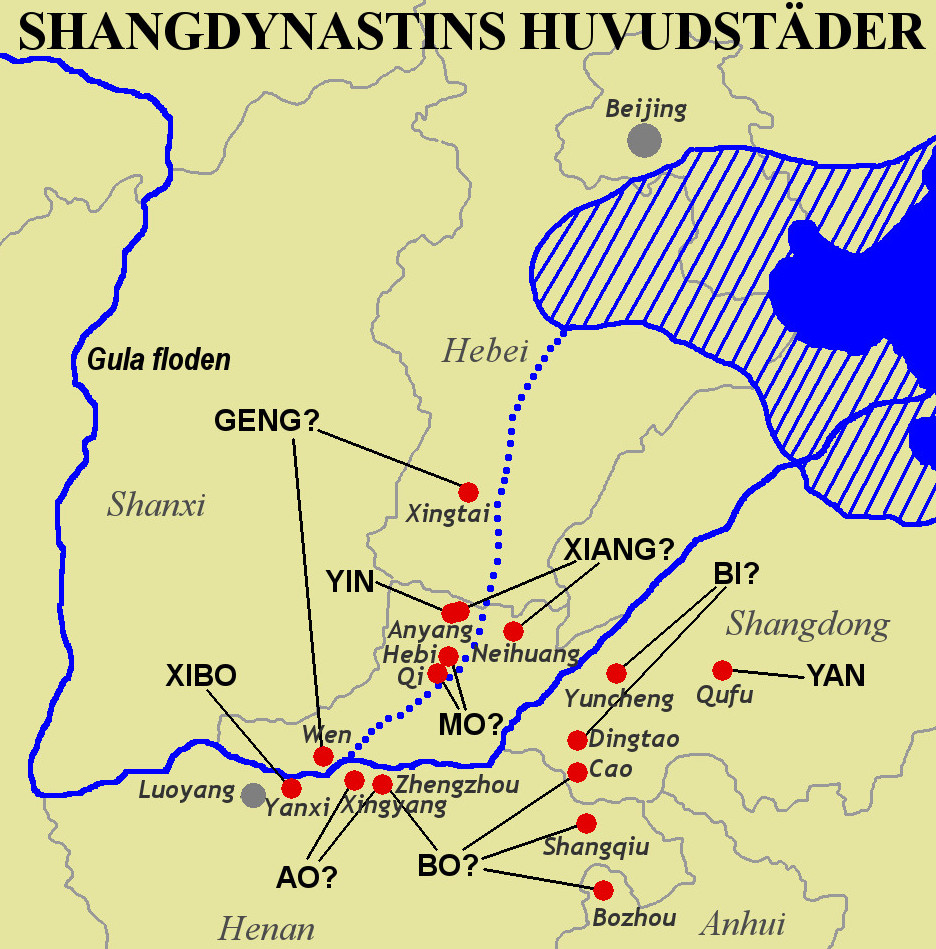
Lãnh thổ Trung Hoa thời nhà Thương trong thực tế chỉ là liên minh nhiều phương quốc, không tồn tại cương thổ cố định.

Khái niệm phương quốc xuất hiện sớm nhất ở thời nhà Thương, để xác định những phiên thuộc có chu vi không quá 100 trượng, sau được phát triển dần thành ý thức về phiên bang và phong kiến.
Khi nhà Chu nổi lên, ý niệm phương quốc được chuyển hóa theo sự biến thiên không ngừng của chính trị Trung Nguyên, nó trở thành dụng ngữ quen thuộc về các bộ lạc sắp sửa đủ điều kiện kiến quốc lập ấp. Hay nói cách khác, phương quốc là những hạt nhân của chế độ phong kiến. Ngay từ Chu Văn vương, phương quốc được ấn định thuộc quyền cai trị của một trong năm tước Công-Hầu-Bá-Tử-Nam, trường hợp cao hơn bị coi là phạm thượng. Cho nên khái niệm này chỉ tạm dừng khi Tần Thủy Hoàng chính thức xưng đế, khiến các phiên vương cũng có quyền lập phương quốc.
Chính sách của nhà Chu khá tương đồng với mô hình chính trị Âu châu trung đại sau này, trong đó có rất nhiều phương quốc được thành lập, vua của chư hầu phần lớn đều do con cháu của thiên tử nắm quyền, phiên bang có quyền tự trị và có trách nhiệm trung thành với vua nhà Chu. Các vua của các phương quốc đó đều nhận tước hiệu của vua Chu. Hầu hết đều thụ phong tước Hầu hay tước Tử trong thời Tây Châu, xem như họ đều là thân tộc của Chu Vũ Vương. Chỉ trừ một số ít phiên khác là được thành lập dưới tiền triều Thương, như nước Trần, nước Kỉ và nước Tống.
Mỗi vị vua có quyền sắp đặt mọi vùng đất quanh mình và có quan binh riêng. Và nhà Chu ban cho họ những quà tặng như xe ngựa, vũ khí bằng đồng, người hầu và súc vật. Các vị tù trưởng này được phong các tước vị và cai quản lĩnh địa của mình làm phương quốc thần phục nhà Chu. Những vua địa phương này truyền ngôi cho con trai mình và tước vị của họ là cha truyền con nối. Và để cai trị vùng đất của mình tốt hơn, vị đó lại phong những tước nhỏ hơn cho những người đã từng trị các nhóm dân ở nơi đó trước khi họ đến. Một hệ thống thứ bậc địa vị và trách nhiệm xuất hiện giữa và bên trong các gia đình, với việc anh lớn thì có quyền cao hơn em, với quy tắc kế tục theo đó đàn ông làm chủ gia đình. Nếu một người quý tộc đã có gia đình mà lại thích một người đàn bà khác, thay vì đuổi vợ khỏi nhà, ông ta có thể đưa người đàn bà kia vào trong gia đình với tư cách vợ lẽ, với cấp bậc thấp hơn vợ mình.
Sang đầu thời Tây Hán, đất phía tây chia làm 13 quận (kể cả kinh đô) trực tiếp nằm dưới sự kiểm soát của trung ương còn 2/3 phía Đông chia thành 10 phương quốc lệ thuộc. Để đấu dịu các tướng lĩnh thời chiến tranh Hán-Sở, Cao Tổ phong nhiều kẻ lên làm vương đất phía đông. Tới năm 196 TCN, triều đình nhà Hán đã thay thế hầu hết tất cả các vị vua này (ngoại trừ đất Trường Sa) bằng các thành viên hoàng tộc họ Lưu để củng cố quyền lực. Sau một số cuộc nổi dậy của các phương quốc này, lớn nhất là loạn bảy nước vào năm 154 TCN, triều đình đã thực hiện cải cách bắt đầu từ năm 145 TCN trở đi để hạn chế quy mô, quyền lực của các nước này và chia thành các quận mới do trung ương kiểm soát. Vua các nước không còn quyền bổ nhiệm quan chức. Vua trở thành người sở hữu trên danh nghĩa các thái ấp của họ và lấy một phần thuế làm thu nhập. Các phương quốc không bị xóa hoàn toàn và tồn tại trong suốt phần còn lại của triều Tây và Đông Hán.

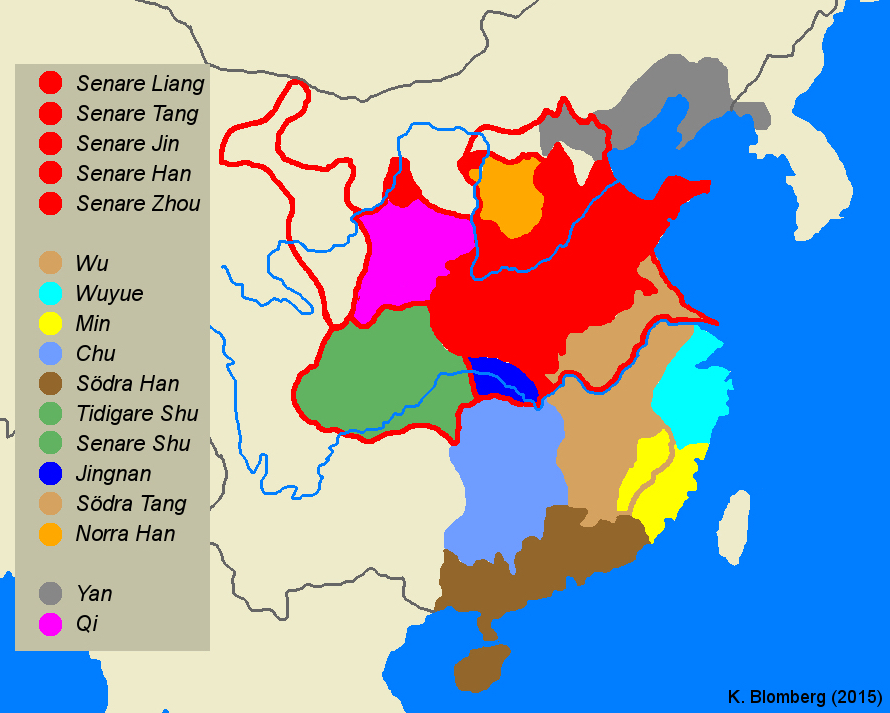
Ngũ đại Thập quốc hình thành trên cơ sở hàng trăm phương quốc do man tộc tràn vào cát cứ, là giai đoạn thăng hoa cuối cùng của chế độ phương quốc.

Để nhanh dẹp các cuộc bạo động của dân thiểu số, nhà Tấn chia nhỏ các châu, quận vùng biên thùy, giao cho các hoàng thân trấn thủ. Từ tổng số 12 châu thời nhà Hán tăng lên thành 19 châu trong toàn quốc. Nhưng ở thời Ngũ Đại Thập Quốc, bản chất là sự tiếp nối của tình trạng phiên trấn cát cứ dưới triều Đường và tình hình chính trị hậu kỳ của triều Đường. Sau khi triều Đường diệt vong, phiên trấn các nơi tự lập quốc, trong đó tại khu vực Hoa Bắc, các quốc gia phiên trấn lực mạnh được gọi là Ngũ Đại, trong đó có các chính quyền do tộc Sa Đà kiến lập. Năm nước này mặc dù có thực lực lớn mạnh, song vẫn không có khả năng khống chế toàn bộ Trung Quốc bản thổ, chỉ là triều đình theo kiểu phiên trấn. Ở các phương khác cũng có một vài chính quyền phiên trấn xưng đế, một vài chính quyền phụng Ngũ Đại làm tông chủ quốc, trong đó có mười nước với thời gian tồn tại tương đối lâu dài, quốc lực khá mạnh, gọi chung là "Thập Quốc". Trong thời kỳ này, thường phát sinh tình huống phản biến đoạt vị, dẫn đến chiến loạn không ngừng nghỉ, những người thống trị phần nhiều là trọng võ khinh văn. Trong bối cảnh Trung Quốc có nội loạn, Khiết Đan Quốc có cơ hội xâm lấn phương Nam, Liêu Quốc được kiến lập.
Về đại thể nó vẫn kế tục thể chế chính trị hậu kỳ triều Đường, song rất nhiều chức quan có chữ "sứ". Trong đó, Ngũ Đại có rất nhiều biến hóa, chủ yếu là thiết tam tỉnh lục bộ làm cơ quan chủ quản hành chính, tam ty làm cơ quan chủ quản tài chính, xu mật viện làm cơ quan chủ quản quân sự, về sau được triều Tống kế thừa. Trong Thập Quốc, có một số thần phục Ngũ Đại, song cơ cấu chính trị thì phần lớn tương đồng với Ngũ Đại. Do tiết độ sứ địa phương không bị quản chế, đương thời họ thường quay sang phản lại Trung ương, do vậy triều đình phải tăng cường quân lực của cấm quân để áp chế nhóm thực lực địa phương. Để ngăn ngừa hiện tượng võ nhân can chính như thời Ngũ Đại, triều Tống thực thi chính sách "cường cán nhược chi".
Thể chế phương quốc chỉ được coi là kết thúc sứ mạng lịch sử tại vùng lõi Hán quyển khi nhà Tống bỏ hoàn toàn chính sách phong kiến, tập trung củng cố quyền lực trung ương. Tuy nhiên, chiểu hệ thống ý niệm này, cơ chế đặc thù Hồng Kông và Ma Cao vẫn có thể được coi là phương quốc, nhưng nằm trong tổng hòa lĩnh thổ Trung Hoa.

## Văn hóa
Ngày nay, giới nghiên cứu cổ sử coi phương quốc là nguyên tắc bất di bất dịch để định hình mối tương quan văn minh Á Đông với Âu châu, đồng thời suy xét chế độ phong tước lập ấp ở giai đoạn Hạ-Thương-Châu mà đã làm cơ sở cho xã hội thuần Nho giáo về sau. Nhưng ngay từ cuối thế kỷ XIX, đứng trước họa xâm lăng của trào lưu thực dân, học giả Tôn Di Nhượng (1848 - 1908) đã nêu vấn đề phương quốc khi cần tái định hình văn hiến Á Đông.
Tại Việt Nam, từ thập niên 1990, xu hướng học giới thường gọi lĩnh thổ tương ứng Bắc Bộ hiện đại ở giai đoạn Bắc thuộc về trước là phương quốc Giao Chỉ, với ý nghĩa về một quốc gia bán khai với quy mô chính trị, lĩnh thổ và cả cư dân đều quá nhỏ so với tiêu chuẩn trung bình của thế giới đương thời. Mà theo giáo sư Trần Như Vĩnh Lạc (Đoàn Thế Ngữ), chữ giao-chỉ (交址, 交阯, 交趾) có thể chỉ là kí âm Việt (cổ âm: K'yượt, gượt, vượt, rượt, lướt) trong ngôn ngữ Hán cổ chứ không hàm nghĩa như mãi về sau. Sự am hiểu lịch sử trung đại thường cứ theo các tùng thư còn sót lại qua thì gian. Tuy nhiên, tùy từng giai đoạn và ý thức hệ lại có sự nhận thức khác nhau, thậm chí tìm cách từ khước quá khứ.
| “                                                                                        | Đã nhiều lần tôi đề cập, các chính thể Lý-Trần-Lê-Nguyễn từng tự xưng "Trung Quốc", "Trung Châu", "Trung Hạ", "Trung Hoa", "Hoa Hạ", thậm chí là "Hán", với ngụ ý đất nước văn minh, cộng đồng người văn minh ở khu vực trung tâm, trước khi những từ này trở thành danh từ riêng đặc chỉ "China" từ cuối thể kỷ XIX. "Hán" hay "Việt" ở đây chỉ là vỏ khái niệm, ngầm ý cho biết sự nhận đồng về văn hóa của vua quan Việt Nam so với Trung Quốc. Các triều đại được lập nên ở bốn nước Việt-Trung-Hàn-Nhật đều là những cá thể riêng biệt, đặt định lễ giáo, vận dụng tư tưởng Nho gia, xử dụng văn tự chữ vuông sáng tác văn chương, ghi chép chính sử theo những phương thức riêng biệt. "Văn bia Dụ lăng" [大越藍山裕陵碑] (tạc năm 1504) viết: "Trung Quốc mạnh mẽ, man di khiếp sợ". "Đại Nam thực lục" [大南實錄] viết: "Đại Thanh, tổ tiên là người Mãn […]. Xét, Mãn là mọi rợ còn như thế, huống hồ nước ta là đất Nam Hà văn vật, không thể đem so với bọn ấy được" (Đệ nhị kỷ, quyển 26, trang 22); "Đất mọi đã lệ thuộc bản đồ của ta từ lâu, dân mọi cũng là con đỏ của ta, phải nên bảo ban dìu dắt, để ngày một nhiễm theo phong tục Hán […]. Phàm những thứ cần dùng đều phải học theo dân Hán, chăm việc làm lụng. Đến như ngôn ngữ thì bảo chúng dần tập nói tiếng Hán. Ăn uống và quần áo cũng dạy cho dần theo tục Hán…" (Đệ nhị kỷ, quyển 163, trang 22). Những từ "Trung Quốc", "Hoa", "Hán" trong các bản dịch Việt ngữ lưu hành hiện nay, đã bị "đánh lận" và dịch thành "nước ta", "Việt ta", "trong nước". Và lâu nay, dưới nền giáo dục xã hội chủ nghĩa, người ta luôn rao giảng về bản sắc văn hóa Việt, về tinh thần dân tộc Việt, song song với việc diễn giải lịch sử - văn hóa - tư tưởng của các triều đại phong kiến trước đây theo tinh thần mới này. Việc làm này thực chất là đang tự lừa dối chính mình; nó sẽ ngày một nguy hiểm hơn, khi tư tưởng dân tộc đang có chiều hướng cực đoan và việc bài Hoa (Sinophobia) ngày càng trở nên quá khích. Một người bạn tôi từng nói: "Trong lịch sử, lần đầu tiên người Việt chống xâm lăng phương Bắc bởi một thế hệ không biết tiếng Hán, bởi một thế hệ trí thức không thể đọc nổi các văn tự gốc viết về lịch sử của chính dân tộc mình !". Và, chính trong lúc sức đề kháng văn hóa - chính trị của người Việt yếu ớt như hiện nay, tôi lại càng nhấn mạnh vào tầm quan trọng của việc học chữ Hán, của việc học và đọc sử. Người Hàn Quốc, người Nhật Bản vẫn học chữ Hán, tuyệt đối không vì họ muốn sáp nhập vào Trung Quốc, mà bởi họ thấy cần hiểu lịch sử - văn hóa - tư tưởng của chính dân tộc họ viết nên trong hơn ngàn năm qua, để gạn đục khơi trong nền văn hóa Á Đông song song với việc áp dụng tư tưởng dân chủ - tiến bộ từ các nước Âu Mỹ. Và hơn nữa, họ hiểu được cách ứng xử của tổ tiên họ với Trung Quốc, cũng như hiểu hơn về chính người Trung Quốc. | ” |
| — Trần Quang Đức, Trung Quốc được nhận diện thế nào trong ý thức hệ xưa ?, Hà Nội, 2015. | |   |

### Di chỉ

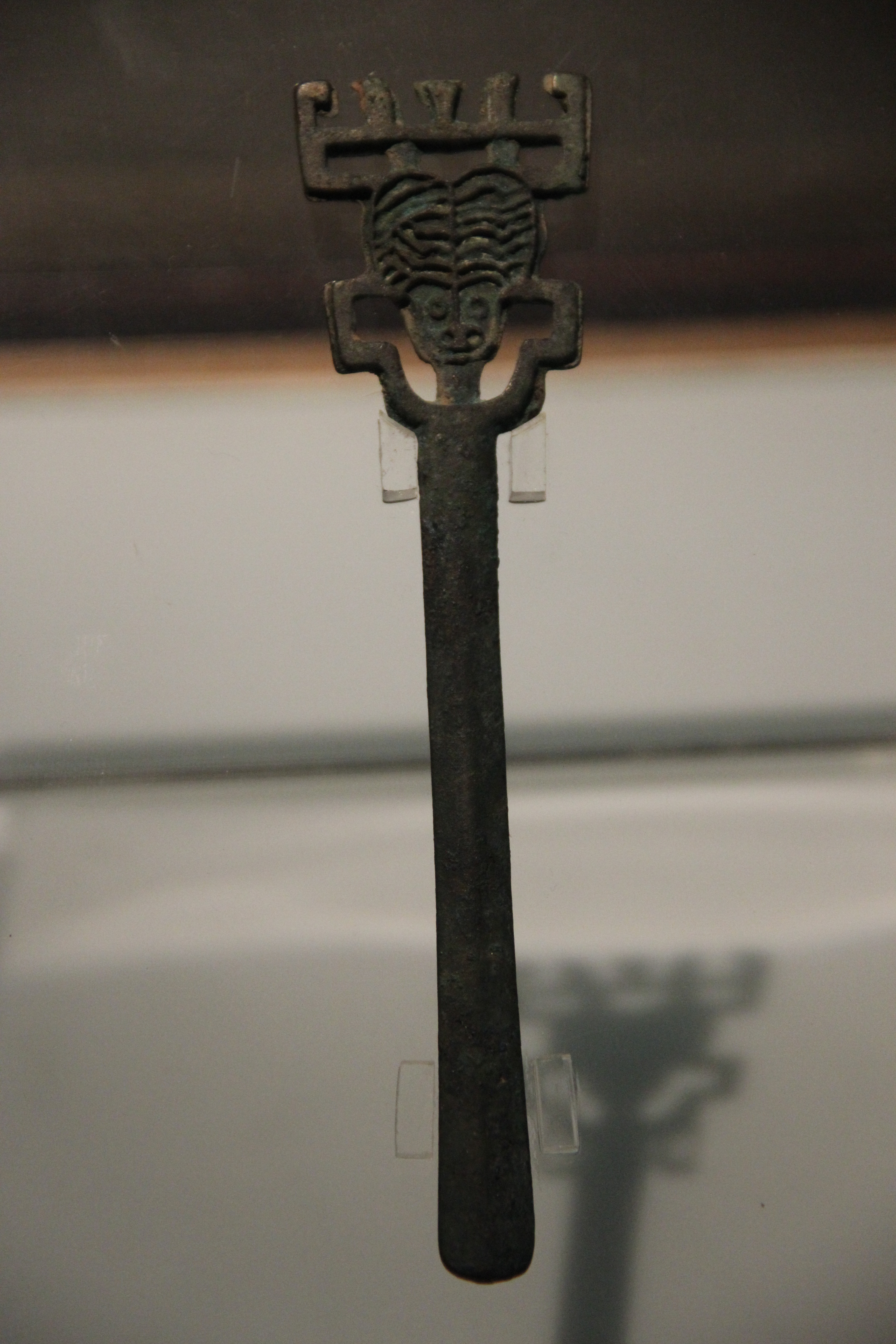
方国部落的人首笄形器，现藏于山西博物院
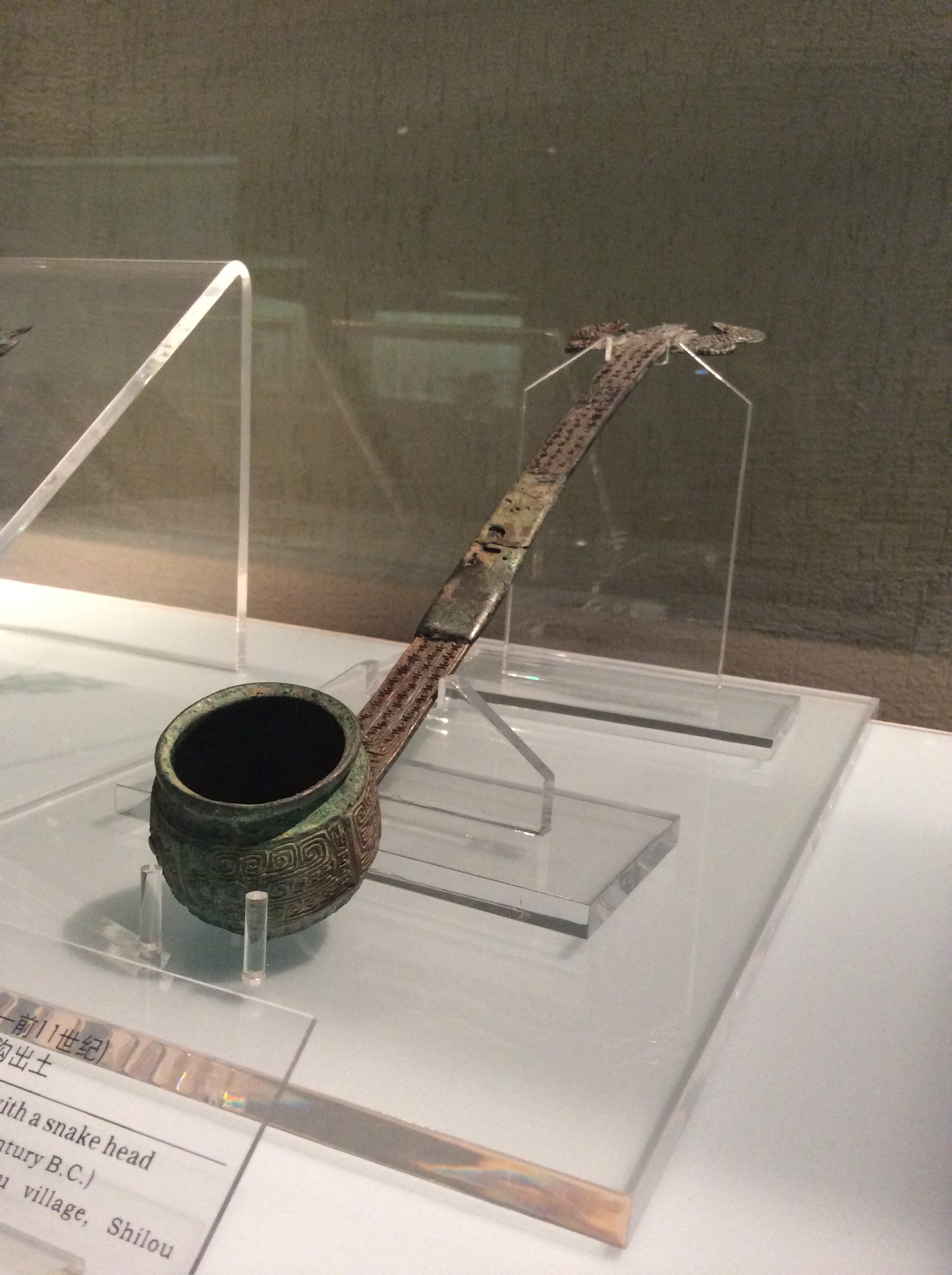
蛇首扁柄斗，现藏于山西博物院
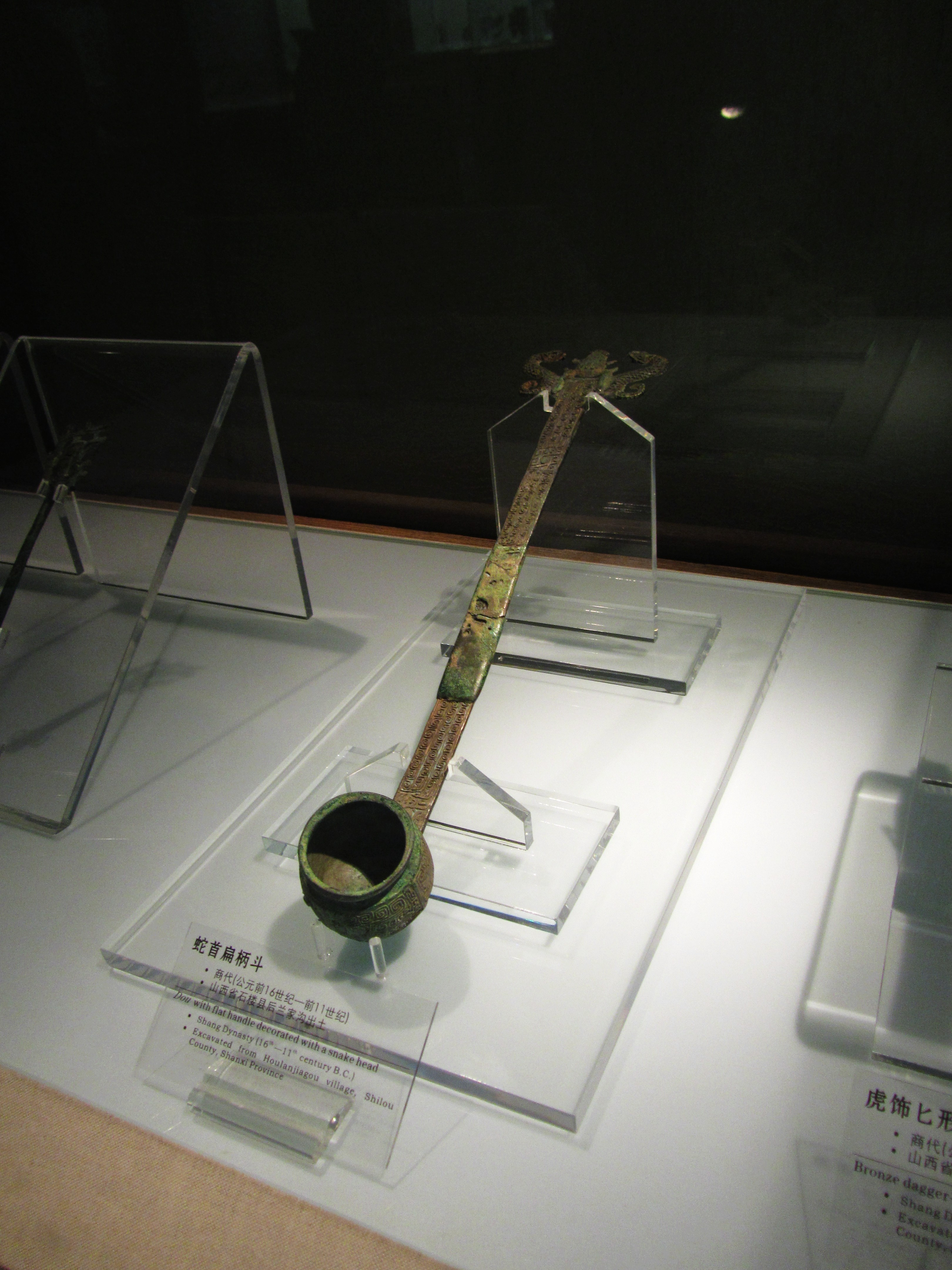
蛇首扁柄斗
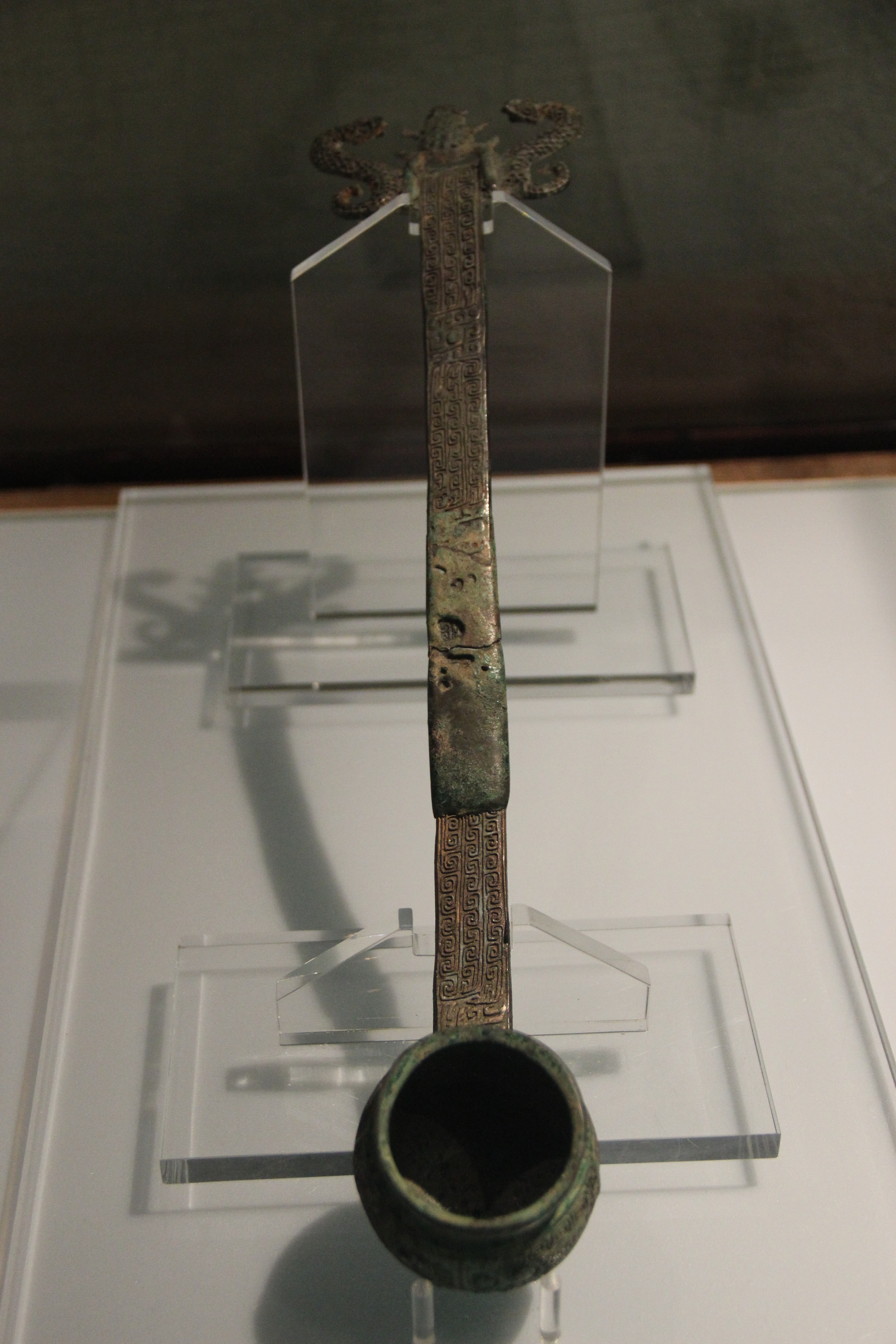
蛇首扁柄斗
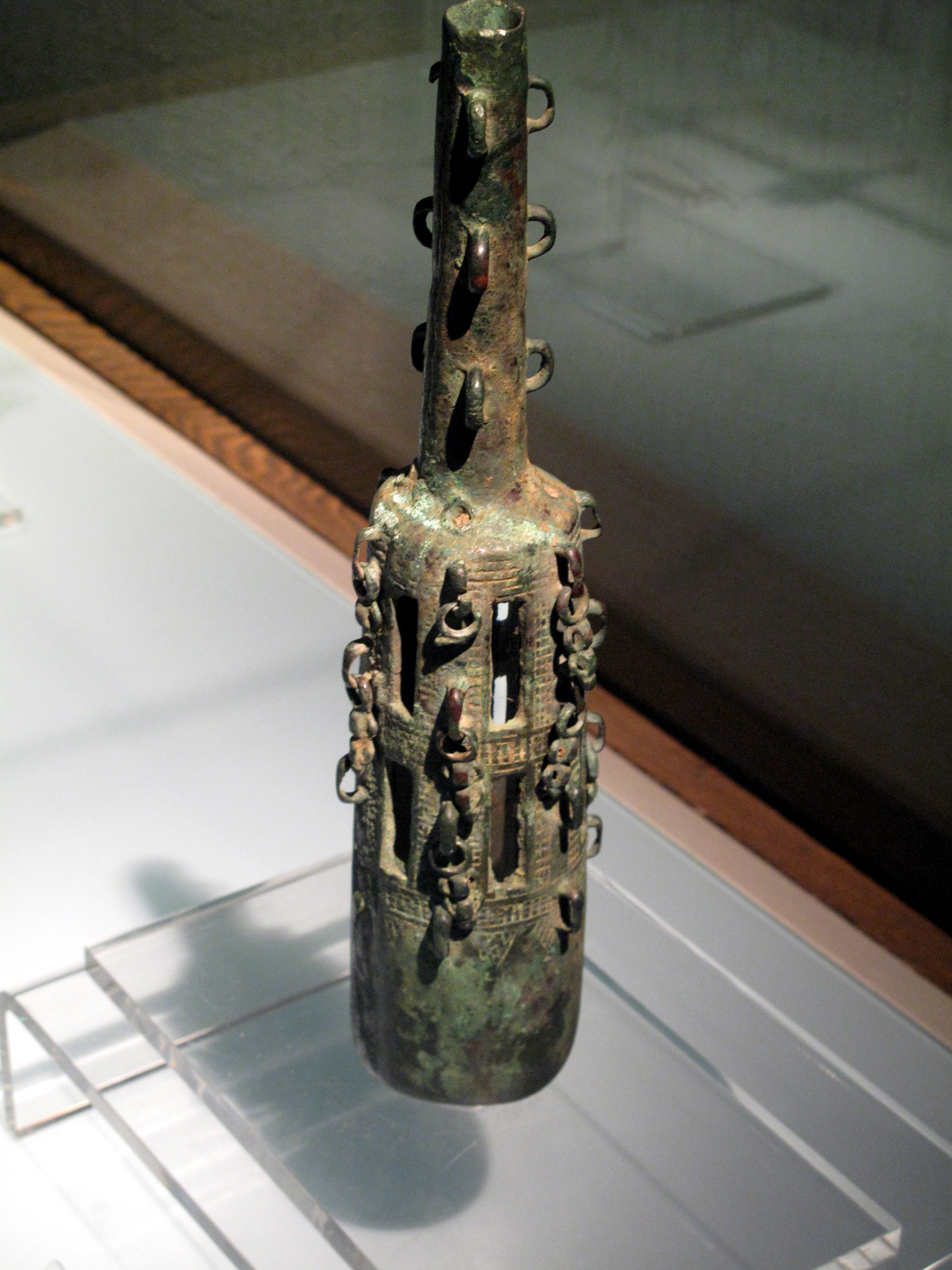
舞铙，现藏于山西博物院

### Liệt biểu
| 方国名称       | 大概兴亡时代                       | 大概地理位置                                                                               | 与殷商的敌友关系 |
| -------------- | ---------------------------------- | ------------------------------------------------------------------------------------------ | ---------------- |
| 商方           | 夏朝、商朝                         | 殷墟"大邑商"（今河南安阳）                                                                 |                  |
| 子方           | 夏朝、商朝                         | 殷之近郊（今河南商丘）                                                                     | 时敌时友         |
| 土方           | 商朝早中期，被武丁征服             | 殷之西北，𢀛方之东（今山西汾河流域）                                                       | 敌               |
| 𢀛方           | 商朝，至祖庚时期                   | 殷之西北，土方之西（今陕西北部，晋陕高原）                                                 | 时敌时友         |
| 鬼方           | 商朝                               | 殷之西北（今山西中部、陕西北部，晋陕高原）                                                 | 友               |
| 羌方           | 商朝                               | 殷之西北（今陕西、甘肃一带，晋陕高原）                                                     | 时敌时友         |
| 北羌           | 商朝                               | 殷之西北，羌方之北                                                                         | 时敌时友         |
| 人方           | 商朝                               | 殷之东南，东海之滨（今淮河流域以及山东半岛黄海之滨，安徽北部、山东南部）                   | 时敌时友         |
| 周方1（姬周）  | 商朝中晚期，帝辛时灭商朝，成立周朝 | 殷之西，周原（今陕西宝鸡岐山）                                                             | 时敌时友         |
| 周方2（妘周）  | 商朝                               |                                                                                            | 时敌时友         |
| 唐方           | 商朝                               | 殷之西北                                                                                   |                  |
| 井方           | 商朝                               | 殷之西北（今河北省邢台市，周时为邢国）                                                     | 友               |
| 林方           | 商朝                               | 殷之东（淮河以南）                                                                         | 时敌时友         |
| 兴方           | 商朝                               | 不详                                                                                       | 时敌时友         |
| 马方           | 商朝                               | 殷之西（今山西省吕梁市石楼县）                                                             | 敌               |
| 豕方           | 商朝                               |                                                                                            |                  |
| 危方           | 商朝                               |                                                                                            | 时敌时友         |
| 盂方1          | 商朝                               | 殷之东                                                                                     |                  |
| 东盂方         | 商朝                               |                                                                                            | 时敌时友         |
| 西盂方         | 商朝                               |                                                                                            | 时敌时友         |
| 沚方           | 商朝                               | 殷之西（晋陕高原）                                                                         | 时敌时友         |
| 旁方           | 商朝                               | 殷之东（今山东省曲阜市）                                                                   | 时敌时友         |
| 戈方           | 商朝                               | 殷之西（今山西省南部）                                                                     | 友               |
| 木方           | 商朝                               |                                                                                            |                  |
| 巴方           | 商朝                               | 殷之西（晋陕高原）                                                                         | 敌               |
| 亘方           | 商朝                               | 殷之西（晋陕高原）                                                                         | 时敌时友         |
| 龙方           | 商朝                               | 殷之西（晋陕高原）                                                                         | 时敌时友         |
| 基方           | 商朝                               | 殷之西（今山西省临汾市蒲县）                                                               | 敌               |
| 湔方           | 商朝                               | 殷之西（晋陕高原）                                                                         | 敌               |
| 亞方           | 商朝                               | 殷之西（今河南省济源市）                                                                   | 友               |
| 祭方           | 商朝                               | 殷之西，位于商周之间                                                                       | 时敌时友         |
| 示方           | 商朝                               |                                                                                            |                  |
| 髳方           | 商朝                               |                                                                                            | 敌               |
| 召方           | 商朝                               | 殷之西（晋陕高原）                                                                         | 时敌时友         |
| 印方           | 商朝                               |                                                                                            |                  |
| 虎方           | 商朝                               |                                                                                            | 友               |
| 微方           | 商朝                               |                                                                                            |                  |
| 息方           | 商朝                               | 殷之南（河南省信阳市罗山县）                                                               | 友               |
| 眣方           | 商朝                               |                                                                                            |                  |
| 止方           | 商朝                               |                                                                                            |                  |
| 尹方           | 商朝                               |                                                                                            |                  |
| 步方           | 商朝                               |                                                                                            |                  |
| 歸方           | 商朝                               | 殷之南（今湖北省宜昌市秭归县）                                                             | 敌               |
| 曾方           | 商朝                               |                                                                                            |                  |
| 祝方           | 商朝                               |                                                                                            |                  |
| 弄方           | 商朝                               |                                                                                            |                  |
| 吹方           | 商朝                               |                                                                                            |                  |
| 屮方（艸方？） | 商朝                               |                                                                                            |                  |
| （月丮）方     | 商朝                               |                                                                                            |                  |
| 18px方         | 商朝                               | 殷之西，晋陕高原                                                                           | 敌               |
| 方             | 商朝                               |                                                                                            | 友               |
| 㠱方           | 商朝                               | 殷之北（今北京市、河北省东北部至辽宁省西部一带）                                           | 友               |
| 方             | 商朝                               |                                                                                            |                  |
| 方             | 商朝                               |                                                                                            |                  |
| 方（古方？）   | 商朝                               |                                                                                            |                  |
| 方             | 商朝                               | 殷之西（晋陕高原）                                                                         | 时敌时友         |
| 方             | 商朝                               |                                                                                            |                  |
| 下危           | 商朝                               | 殷之北                                                                                     | 敌               |
| 雇             | 商朝                               | 殷之南（今河南省原阳县西南、原武镇西北）                                                   | 友               |
| 暴             | 商朝                               | 殷之南（今河南省原阳县）                                                                   | 友               |
| 卢             | 商朝                               | 殷之南（今湖北省十堰市竹山县与陕西省安康市之间）                                           |                  |
| 雀方           | 商朝                               | 殷之南（今江西省鄱阳湖地区）                                                               | 友               |
| 矢方           | 商朝                               | 不详                                                                                       | 敌               |
| 奠             | 商朝                               | 不详                                                                                       | 友               |
| 黍             | 商朝                               | 不详                                                                                       | 友               |
| 竹方           | 商朝                               | 殷之北（以河北省秦皇岛市卢龙县为中心地区，今河北省东北部、辽宁省西部、内蒙古自治区东南角） | 友               |
| 攸             | 商朝                               | 殷之东（今河南省永城市南部、安徽省宿州市西北）                                             | 友               |
| 元             | 商朝                               | 殷之东（今河南省永城市）                                                                   | 友               |
| 及             | 商朝                               | 殷之东（今河南省永城市）                                                                   | 友               |
| 侁(姺)         | 商朝                               | 殷之东（今山东省菏泽市曹县）                                                               |                  |
| 告             | 商朝                               | 殷之东（今山东省菏泽市成武县）                                                             | 友               |
| 盾             | 商朝                               | 殷之东                                                                                     | 友               |
| 魋             | 商朝                               | 殷之东                                                                                     | 敌               |
| 醜             | 商朝                               | 殷之东（今山东省潍坊市青州市）                                                             | 友               |
| 纪             | 商朝                               | 殷之东（今山东省潍坊市寿光市）                                                             |                  |
| 薛             | 商朝                               | 殷之东（今山东省滕州市）                                                                   |                  |
| 兒             | 商朝                               | 殷之东（今山东省滕州市）                                                                   | 时敌时友         |
| 豐1            | 商朝                               | 殷之东                                                                                     | 时敌时友         |
| 逢             | 商朝                               | 殷之东                                                                                     | 友               |
| 薄姑           | 商朝                               | 殷之东                                                                                     | 友               |
| 鬱方           | 商朝                               | 不详                                                                                       | 友               |
| 宣方           | 商朝                               | 不详                                                                                       | 友               |
| 羞方           | 商朝                               | 殷之西（晋陕高原）                                                                         | 时敌时友         |
| 杞             | 商朝                               | 殷之东（今河南省开封市杞县）                                                               | 友               |
| 宋             | 商朝                               | 殷之北（今河北省石家庄市赵县）                                                             | 友               |
| 贝             | 商朝                               | 殷之南                                                                                     |                  |
| 倉             | 商朝                               | 殷之西（今陕西省商洛市商州区）                                                             | 友               |
| 犬             | 商朝                               | 殷之西                                                                                     | 时敌时友         |
| 昜             | 商朝                               | 殷之西（今山西省临汾市洪洞县）                                                             |                  |
| 缶             | 商朝                               | 殷之西                                                                                     |                  |
| 彭             | 商朝                               | 殷之西（晋陕高原）                                                                         | 时敌时友         |
| 丹             | 商朝                               | 殷之西（今河南省焦作市沁阳市）                                                             | 友               |
| 去             | 商朝                               | 殷之西                                                                                     | 友               |
| 上丝           | 商朝                               | 殷之西                                                                                     | 友               |
|                | 商朝                               | 殷之西                                                                                     |                  |
| 禾             | 商朝                               | 殷之西                                                                                     |                  |
|                | 商朝                               | 殷之西                                                                                     |                  |
|                | 商朝                               | 殷之西                                                                                     |                  |
|                | 商朝                               | 殷之西                                                                                     |                  |
| 光             | 商朝                               | 殷之西                                                                                     | 友               |
|                | 商朝                               | 殷之西                                                                                     |                  |
| 可             | 商朝                               | 殷之西（今河南省焦作市修武县）                                                             | 友               |
|                | 商朝                               | 殷之西                                                                                     |                  |
|                | 商朝                               | 殷之西                                                                                     |                  |
| 耳             | 商朝                               | 殷之西（晋陕高原）                                                                         | 时敌时友         |
| 吕             | 商朝                               | 殷之西（晋陕高原）                                                                         | 时敌时友         |
|                | 商朝                               | 殷之西                                                                                     |                  |
| 丙             | 商朝                               | 殷之西（今山西省晋中市灵石县）                                                             |                  |
| 先             | 商朝                               | 殷之西（今山西省临汾市浮山县）                                                             |                  |
|                | 商朝                               | 殷之西                                                                                     |                  |
| 豐2            | 商朝                               | 殷之西（今陕西省沣河以西）                                                                 | 友               |
| 镐             | 商朝                               | 殷之西（今陕西省沣河以东）                                                                 | 时敌时友         |
| 郍             | 商朝                               | 殷之西（今河南省新郑市）                                                                   |                  |
| 盂方2          | 商朝                               | 殷之西（今河南省焦作市沁阳市西北）                                                         |                  |
| 鹿             | 商朝                               | 殷之西（今河南省洛阳市嵩县）                                                               | 时敌时友         |
| 耆             | 商朝                               | 殷之西（今山西省长治市黎城县）                                                             | 时敌时友         |
| 崇             | 商朝                               | 殷之西（今陕西省西安市）                                                                   | 时敌时友         |
| 密须           | 商朝                               | 殷之西（今甘肃省平凉市灵台县）                                                             | 时敌时友         |
| 戔             | 商朝                               | 不详                                                                                       | 友               |

## Liên kết
1. ↑  Phương quốc là gì ?
2. ↑  赵诚 (2000年1月). 《甲骨文与商代文化》 (bằng tiếng Trung). 辽宁人民出版社. tr. 第1—17页. ISBN 7-205-04151-1. {{Chú thích sách}}: Kiểm tra giá trị ngày tháng trong: |date= (trợ giúp)
3. 1 2  Loewe (1986), tr. 122–125.
4. 1 2  Bielenstein (1980), tr. 106; Ch'ü (1972), tr. 76.
5. ↑  Loewe (1986), tr. 139–144.
6. ↑  Bielenstein (1980), tr. 105.
7. ↑  Học viện quân sự cấp cao, sách đã dẫn, tr 93
8. ↑  《商代史》课题组、宋镇豪 (2011年7月). 《商代史论纲》 (bằng tiếng Trung). 中国社会科学出版社. tr. 第270—276页. ISBN 978-7-5004-8928-3. {{Chú thích sách}}: Kiểm tra giá trị ngày tháng trong: |date= (trợ giúp)
9. ↑  Nghiên cứu phương quốc Lạc Việt: Một số điều đáng lưu ý
10. ↑  Giao Chỉ và Tượng quận

- Trung Quốc nghiên cứu lịch sử phục vụ mưu đồ chính trị (Nguyễn Hải Hoành)
- Lạc Việt - mặc cảm và toan tính của học giới Nam Trung Quốc